# John Eric Banck

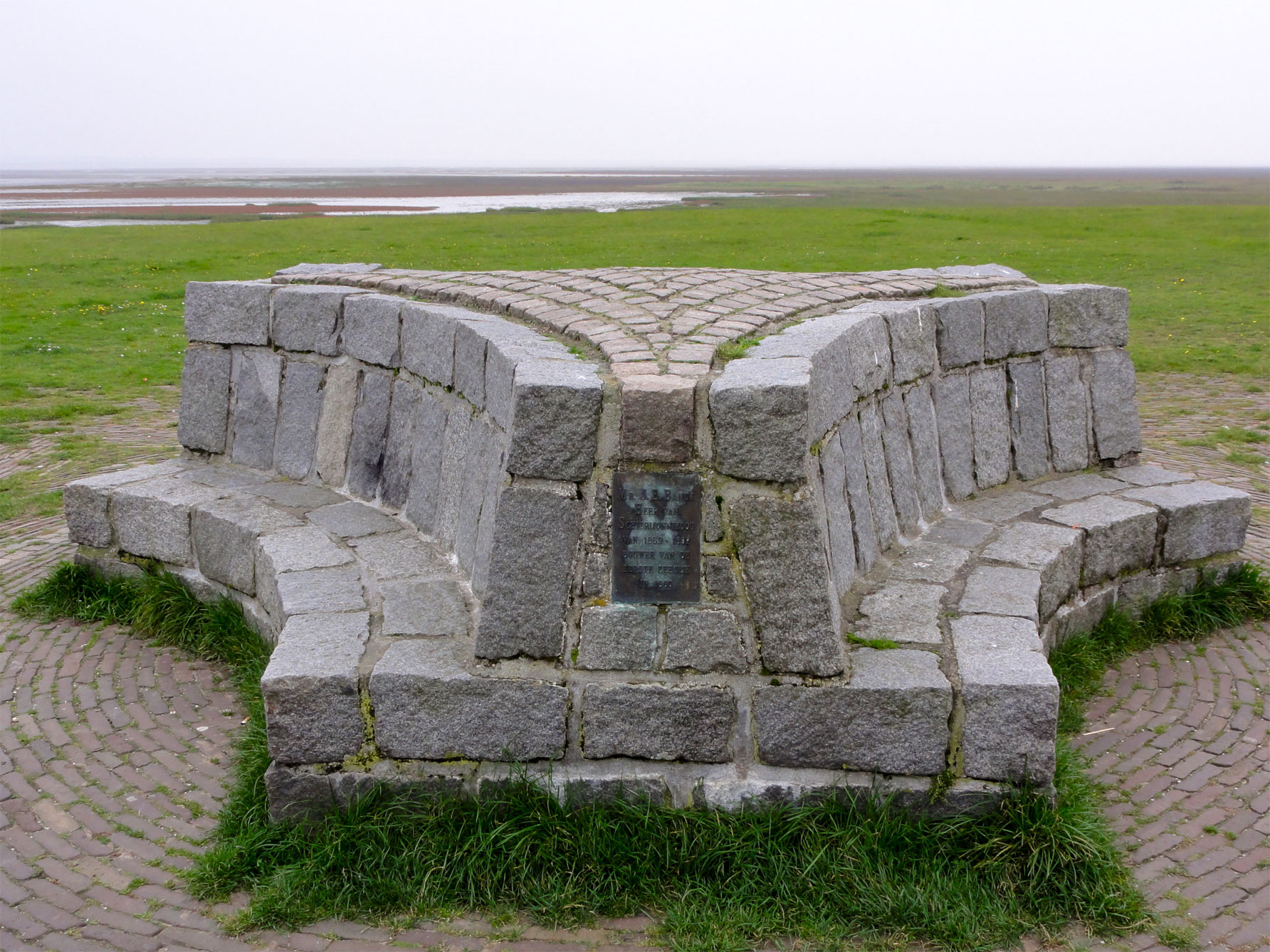
Monument ter nagedachtenis aan mr. J. E. Banck

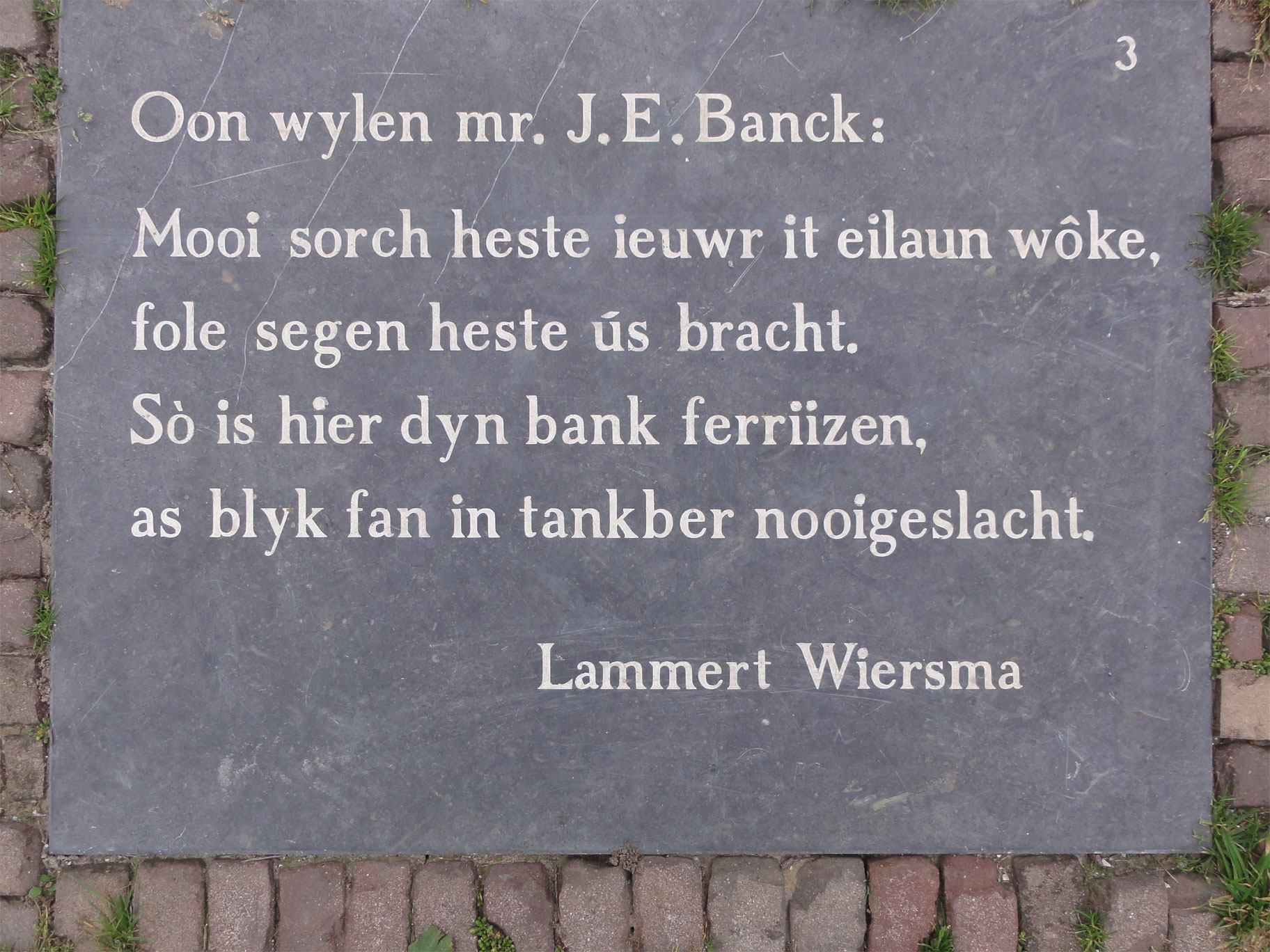
Gedicht bij de bank van Banck, onderdeel van de Taalroute Schiermonnikoog

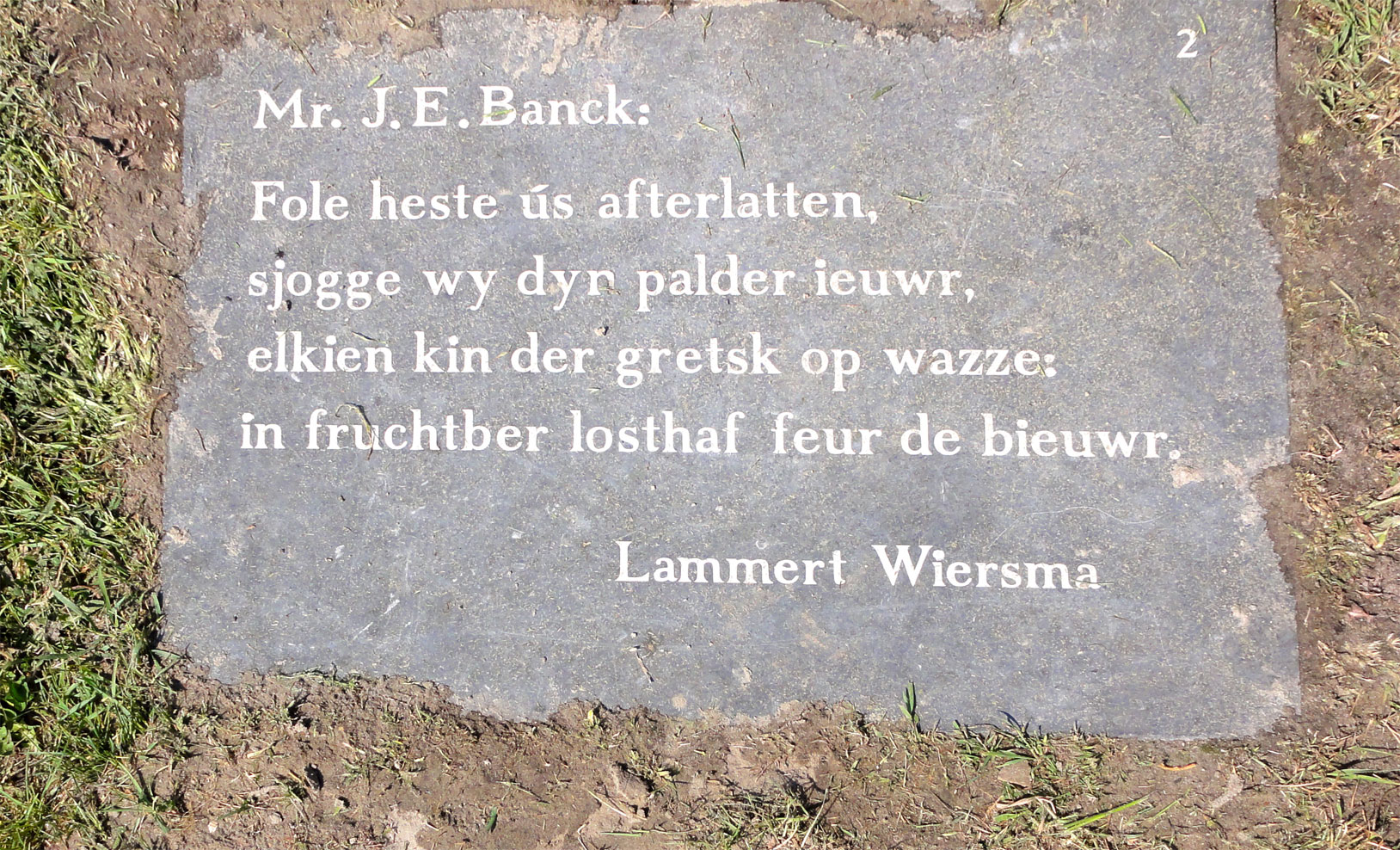
Gedicht bij de Banckspolder, onderdeel van de Taalroute Schiermonnikoog

Johann Erich (John Eric) Banck (Soerabaja, 3 november 1833 - Wiesbaden, 16 april 1902) was een Nederlandse jurist, dichter, filantroop en grootgrondbezitter. Hij was van 1858 tot 1893 eigenaar van het eiland Schiermonnikoog.

## Leven en werk
Banck was een zoon van Caroline van Hoff en Johann Erich Banck Sr, een rijke planter en suikerproducent op Java. Banck werd geboren te Soerabaja, Nederlands-Indië, wat hem in Nederland de bijnaam 'Indischgast' opleverde. Hij studeerde rechten aan de Universiteit Leiden en promoveerde aldaar in 1856. Hij vestigde zich als jurist te Den Haag. In september 1858 kocht hij, op 24-jarige leeftijd, het eiland Schiermonnikoog voor ƒ 97.058. Banck woonde, als hij op Schiermonnikoog verbleef, in het landhuis Rijsbergen, dat was gebouwd door de vorige eigenaars van het eiland, de familie Stachouwer.
Banck legde in 1860 de zeedijk aan, als bescherming tegen het water van de Waddenzee. Hij liet een deel van de kwelders inpolderen. Het ingepolderde gebied kreeg zijn naam de Banckspolder, dat een groot deel van het zuidwesten van Schiermonnikoog beslaat. Hij was een van de oprichters van de zeevaartschool van Schiermonnikoog. Hij zorgde voor beplanting van de duinen met helmgras en liet een zestal boerderijen op het eiland bouwen. Ook realiseerde hij, samen met enkele investeerders, de bouw van een nieuw badhotel, dat in 1923 verloren ging door de afslag van dat deel van het eiland. Naast de naam van de polder herinnert ook een monument (zie afbeelding) aan zijn werk voor Schiermonnikoog. In 1893 bood Banck Schiermonnikoog te koop aan voor ƒ 35.000 aangezien hij niet lang daarna Nederland zou verlaten wegens gezondheidsproblemen.  De verkoop vond plaats in 1893 aan graaf Berthold von Bernstorff, lid van de Duitse Rijksdag, die Schiermonnikoog vooral als zijn jachtgebied ging exploiteren. Sinds het voorjaar van 2010 is een tweetal gedichten van de Taalroute op Schiermonnikoog gewijd aan Banck (zie afbeeldingen).
Banck publiceerde naast juridische geschriften ook enkele dichtwerken als Zeepbellen, de Komeet en diverse gelegenheidsgedichten. Hij schreef diverse teksten voor de componist Richard Hol.
Banck zelf wijdde de volgende dichtregels aan Schiermonnikoog:
Op de kruinen van de duinen,
Staat de vuurkolom geplant,
Die met luister in het duister,
Als een helder kustlicht brandt.

Vol gevaren, zijn de baren,
Waar de zeeman zoekend dwaalt;
Donk're luchten doen hem duchten,
Waar geen ster hem tegenstraalt.

Maar van verre, als een sterre,
Schijnt de vuurbaak op het nat;
Alle nooden zijn gevloden
En de zwerver vindt zijn pad.
Banck was gehuwd met Sophie Springer. Hij overleed in april 1902 te Wiesbaden op 68-jarige leeftijd en werd aldaar begraven.

### Dichtwerken
- Het lied van de trom, de springfontein. bloemenraadsel, wit en rood. (vier gedichten)
- Zeepbellen: lyrische dichtproeven, uitg. Hassels, Amsterdam, 1851
- De komeet: een zang des tijds, uitg. Amsterdam, 1858
- Mondig!: een lied Z.K.H. den Prins van Oranje toegezongen uitg. De Breuk & Smits, Leiden, 1858
- Verspreide gedichten, uitg. Visser, Den Haag, 1868
- 23 Mei MDCCCLXVIII : cantate bij de viering van het derde eeuwfeest ter herinnering aan den slag bij Heiligerlee (23 Mei 1568), uitg. Visser, Den Haag, 1868
- Ter herinnering, 17 Juni 1877 - serenade: op. 19 (t.g.v. overlijden en begrafenis van koningin Sophie), uitg. Nijhoff, Den Haag, 1878

- Biografisch Portaal: 88836109
- Digitale Bibliotheek voor de Nederlandse Letteren: banc001
- Gemeinsame Normdatei: 14198449X
- International Standard Name Identifier: 0000 0000 8426 0168
- Library of Congress Control Number: no2005086711
- Nederlandse Thesaurus van Auteursnamen: 069920478
- Virtual International Authority File: 9583219
- WorldCat: E39PBJfGXy38J6Rg83Kmhh4yVC